# Duets (Glee)
Duets es el cuarto episodio de la segunda temporada de la serie de televisión estadounidense Glee, y el episodio 26 en general. Fue escrito por Ian Brennan y dirigida por Eric Stoltz,  y se estrenó en la cadena Fox el 12 de octubre de 2010. El episodio cuenta con siete versiones de canciones, incluyendo un mash-up de "Happy Days Are Here Again" y "Get Happy" de Barbra Streisand y Judy Garland, respectivamente.
En este episodio, el director De New Directions, Will Schuester, les indica a los miembros realizar un dueto con otro compañero de clase. Sam Evans, el nuevo miembro, se une oficialmente al club y se asocia con Quinn. Se desarrollan las relaciones entre los personajes a medida que comienzan a practicar para sus actuaciones. 
"Duets" recibió críticas generalmente positivas, con muchos elogios a la serie por su desarrollo de personajes y canciones variadas. El episodio también contó con un beso entre Santana y Brittany, que era un tema de interés para muchos críticos. El beso llevó a Christie Keith de AfterEllen.com a referirse al episodio como "el episodio más extraño de cualquier serie que alguna vez haya visto en la televisión".

## Argumento
El director del Club Glee, Will Schuester (Matthew Morrison), les comunica a los chicos que esta semana tendrán que hacer un concurso de dúos, donde el ganador obtendrá una comida gratis en Breadstix para dos personas. A su vez, anuncia que Puck se encuentra en detención juvenil por robar una tienda con el auto de su madre, y luego de esto presenta al nuevo miembro del Club de Coro, Sam Evans (Chord Overstreet), quien ahora puede unirse al club ya que se lesiono el hombro jugando al fútbol. Kurt (Chris Colfer), sospechando que Sam es gay, le pide que sea su pareja en la competencia de dúos. A pesar de que se siente un poco acosado por el comportamiento de Kurt, y aunque el chico insiste en teñirse el cabello, Sam accede a ser su pareja. El cocapitán del club, Finn Hudson (Cory Monteith), intenta convencerlos a ambos para que no hagan un dúo juntos, temiendo que Sam pueda ser objeto de burlas y maltratos por hacer un dúo con otro chico. Luego de hablar con su padre, Kurt decide no hacer el dúo con Sam para no causarle problemas de popularidad al chico en el colegio.
Mientras tanto, Finn (Cory Monteith) canta «Don't Go Breaking My Heart» con su novia Rachel Berry (Lea Michele), quien le sugiere que dejen a Sam ganar el concurso para que así la autoestima del club crezca, y para cambiar el hecho de que ella es el centro de atención, además, así Sam se verá más contento y querrá quedarse en el Club Glee. Finn se muestra de acuerdo con Rachel, ya que Sam sería una buena incorporación que les daría más posibilidades de ganar las Nacionales. 
Por otro lado, las animadoras Santana López (Naya Rivera) y Brittany Pierce (Heather Morris) se besan donde está sugiere que canten juntas la canción de Melissa Etheridge, «Come to My Window». Santana, sin embargo, le rehúsa y comienza a dar excusas sobre la relación de ambas, diciendo que la única razón por la que se besa con Brittany es porque Puck (Mark Salling) está detenido, y que como toda chica tiene sus necesidades. Santana cree que su mejor oportunidad de ganar es haciendo un dúo con Mercedes (Amber Riley), quien, a pesar de que ambas se odian, acceden a hacer pareja para cantar «River Deep - Mountain High». Intentando poner celosa a Santana, Brittany se pone de pareja con Artie Abrams (Kevin McHale), quien rechaza a su exnovia, Tina Cohen-Chang (Jenna Ushkowitz), cuando ella le va a pedir que hagan un dúo juntos. Esta petición por parte de Tina se debe a que su actual novio, Mike Chang (Harry Shum, Jr.), no tiene buena voz para cantar, y él lo sabe, por lo cual se niega a hacer un solo, y en vez de eso, le propone a Tina que ella cante mientras él baila a su alrededor. Sin embargo, Tina no acepta esta idea y le dice que quiere tener una verdadera cita con él en un lugar como Breadstix, en vez de ir a comer comida china con su madre como siempre, lo cual suele ser un momento muy incómodo. 
Luego de revelar que no hará un dúo con Sam como había planeado previamente, Kurt, en su lugar, hace una presentación que resulta ser un solo y un dúo al mismo tiempo. Su presentación consiste en interpretar la canción «Le Jazz Hot!» de Víctor/Victoria él solo, con ayuda de sus amigos de las Cheerios. Tina y Mike interpretan «Sing!» del musical A Chorus Line, donde Mike narra la letra de la canción, en vez de cantarla, y realiza un baile cómico con Tina, lo cual sorprende y agrada a todos. Por otro lado, Brittany y Artie intentan practicar su canción, pero Artie se impacienta ante la personalidad de Brittany y ante el hecho de que aún extraña a Tina. Brittany seduce a Artie, y esa noche el chico pierde la virginidad con Brittany. Desafortunadamente, las cosas no resultan como Artie hubiera querido, ya que más tarde, Santana le dice que Brittany solo lo está usando por su voz, y ante esto, el chico decide disolver el dúo, descalificándose automáticamente del concurso. Después de esto, Brittany siente que actuado mal con Artie y le pide perdón, pero Artie no acepta las disculpas ni la invitación de Brittany a Breadstix, dejando a la chica en un estado de depresión y tristeza. Por otro lado, a Sam le arrojan una bebida granizada en la cara y Quinn (Dianna Agron), que pasaba por allí, lo ayuda a limpiarse, recordando cuando a ella le sucedía lo mismo el año anterior. Sam le pide que hagan un dúo juntos, y aunque al principio a ella le tienta la idea, ella luego lo rechaza porque el intenta besarla. Quinn le dice que no pueden cantar juntos porque ella aún intenta dejar atrás todo lo que pasó el año pasado, pero más tarde Rachel habla con ella y la convence de competir y cantar junto a Sam al indicarle que esto aumentará su ego. Para ayudar a Sam a ganar el concurso, Rachel y Finn, vestidos como monja y cura con un claro movimiento provocador, interpretan la canción «With You I'm Born Again» de Billy Preston y Syreeta Wright, esperando frustrar adrede su propia oportunidad de ganar el concurso. Su plan resulta exitoso, ya que los chicos del club se ofenden bastante e incluso algunos quieren pegarles. Luego de esto, Sam y Quinn cantan «Lucky» de Jason Mraz y Colbie Caillat, y su presentación es ovacionada por todos. Sin embargo, a la hora de votar por el mejor dúo, todas las pareja votan por sí mismas, excepto Finn y Rachel, quienes votan por Sam y Quinn, quienes por lo tanto, ganan el concurso. 
Esa noche, en la cena en Breadstix, Quinn se muestra distante debido al extraño comportamiento de Sam hacia las chicas, charla durante la cual el trae el tema de su embarazo del año pasado y lo difícil que es tener un secreto. Quinn enseguida le pregunta si es gay, lo cual Sam niega rotundamente, revelando que su incapacidad de coquetear con chicas es porque estudió en un colegio exclusivo para varones. Él le revela a Quinn su secreto, y es que, tal y como Kurt lo había adivinado, se tiño el cabello con jugo de limón. Mientras hablan, llegan a formar una buena relación, y luego Quinn dice que se guardará los bonos para cenar gratis y que el pagará, ya que un caballero siempre paga en la primera cita. 
Por otro lado, en sus continuos esfuerzos por ser una mejor persona, Rachel va a hablar con Kurt, notando que él debe sentirse solo por su orientación sexual y el estado de salud de su padre. Amistosamente, Rachel le dice lo mucho que lo valoran en el Club y que lo quieren y aceptan por quien es, y luego le pide que haga un dúo con ella, solo por diversión, ya que el concurso ha terminado. El episodio termina con Rachel y Kurt cantando una mezcla de las canciones «Happy Days Are Here Again/Get Happy» frente al resto de los chicos de New Directions.

## Producción
En "Duets", Brittany y Santana se dan un beso en pantalla por primera vez. Una relación física que se sugiere en la primera temporada, especialmente en el episodio «Sectionals». Naya Rivera pidió que se aclarara la naturaleza de su relación en "Seccionales". El director Brad Falchuk, le informó que ambas habían sido íntimas en el pasado. El creador de la serie Ryan Murphy, dijo a Morris que como Glee es una serie de horario estelar, no podía mostrarlas en una situación tan íntima. En una entrevista realizada por Brett Berk, de la revista Vanity Fair, en mayo de 2010, Morris señaló que Brittany y Santana eran simplemente buenas amigas. 
Mark Salling no apareció en "Duets", lo que provocó especulaciones en la prensa que no iba a volver al programa debido a un incumplimiento de contrato. Carina Adly MacKenzie de Zap2it informó que Salling no aparecería por razones creativas, lo que permitiría a Sam a establecerse en el Club Glee y comenzar una relación con la ex de Puck, Quinn. Overstreet dijo que Sam fue creado inicialmente como un interés romántico de Kurt, pero su historia se ajustó a Quinn como resultado de la química detectada por los productores entre él y Agron.

## Música
Toda la música a excepción de With You I'm Born Again fue incluida en el 4° álbum de Glee. En el episodio aparecieron 7 canciones con sus respectivas performances.
- «Lucky» de Jason Mraz & Colbie Caillat Cantada por Sam y Quinn.
- «Don't Go Breaking My Heart» de Elton John & Kiki Dee Cantada por Finn y Rachel.
- «Get Happy/Happy Days Are Here Again» de Leo Reisman & Judy Garland Cantada por Rachel y Kurt.
- «Le Jazz Hot!» de Victor y Ensemble de la película de 1982 Victor/Victoria Cantada por Kurt.
- «With You I'm Born Again» de Billy Preston & Syreeta Wright Cantada por Finn y Rachel.
- «River Deep - Mountain High» de Ike & Tina Turner Cantada por Mercedes y Santana.
- «Sing!» de A Chorus Line Cantada por Tina y Mike.

## Recepción

### Audiencia
En su emisión original, "Duets" fue visto por 11 360 000 espectadores estadounidenses, fue el programa de mayor audiencia de la noche, alcanzando una calificación 4,7. Por lo tanto la audiencia y clasificación se elevó respecto al episodio anterior, "Grilled Cheesus", que fue visto por 11,2 millones de espectadores y obtuvo una calificación de 4,6. En el ranking semanal, Glee es el cuarto con más audiencia que se presenta, por detrás de Modern Family. En Canadá, el episodio fue visto por 2,25 millones de espectadores, poniéndolo séptimo en la semana. La audiencia volvió a aumentar desde el episodio anterior, que fue visto por 1,99 millones de espectadores y ocupa el undécimo lugar. En Australia "Duets", señaló a 1 040 000 espectadores. En él Reino Unido, el episodio fue visto por 2 506 000 espectadores, convirtiéndose en el espectáculo más visto de la semana, y el segundo espectáculo más visto en el TV cable de la semana.

### Crítica
El episodio recibió críticas positivas. James Poniewozik de Time considera "Duets" el mejor episodio de la segunda temporada, alabando el realismo emocional de los adolescentes al explorar sus identidades. Amy Reiter de Los Angeles Times evaluó el episodio similar al anterior, con Duets "la trama y la música fueron un perfecto equilibrio" y "a todos los miembros del coro se les dio una historia y una voz." Anthony Benigno del Daily News comentó que "Duets" fue no uno de los mejores episodios de la serie, sino que fue una mejora respecto a "Grilled Cheesus". Todd VanDerWerff de The A. V. Club clasificó al episodio A-, Elogiando su continuidad emocional y comentando que varias historias que no deberían haber elaborado, se salvaron gracias a la honestidad emocional de Brennan creada en los personajes, Considerando que Brittany tomo la virginidad de Artie, diciendo que es una de las cosas más resonantes que la serie haya hecho. Aly Semigran de MTV estaba decepcionada de que muchos de los duetos "se sintieron un poco de una sola nota", escribió que si bien no todos eran malos, "simplemente no tenían el mismo empuje de los mejores momentos".